# Austrogymnocnemia maculata
Austrogymnocnemia maculata là một loài côn trùng trong họ Myrmeleontidae thuộc bộ Neuroptera. Loài này được Tillyard miêu tả năm 1916.